# Manuel Luís Osório
Manuel Luís Osório, Marquês do Herval (Conceição do Arroio, 10 de maio de 1808 – Rio de Janeiro, 4 de outubro de 1879) foi um marechal, político e monarquista brasileiro. De praça do Exército Imperial aos quinze anos de idade, galgou todos os postos da hierarquia militar de sua época, mercê dos atributos de soldado que o consagram como "O Legendário". Participou dos principais eventos militares do final do século XIX, sendo herói da Guerra do Paraguai. É o patrono da Arma de Cavalaria do Exército Brasileiro (1962).

## Primeiros anos
Manuel Luís Osório nasceu em 10 de maio de 1808, em terras que pertenciam à Vila de Nossa Senhora da Conceição do Arroio (Rio Grande do Sul), que, posteriormente, tomou o nome de Osório, pelo motivo do seu nascimento naquelas plagas. Por ser um território muito extenso, foi dividido em dois: um abrangendo o litoral, o qual foi denominado Tramandaí; e outro o interior, que permaneceu com o nome de Osório. Embora as comissões demarcadoras tivessem se empenhado em deixar o local de nascimento de Manuel Luís Osório no município batizado em sua homenagem, pesquisas realizadas por um grupo de oficiais liderados pelo coronel de cavalaria Edson Boscacci Guedes, então chefe do Estado-Maior da 3ª Região Militar, localizaram a casa onde nascera o marquês do Herval, no município de Tramandaí, próximo aos limites com Osório, local transformado em parque histórico com o seu nome.
Manuel Luís Osório foi criado na fazenda do avô materno. Seu pai, Manuel Luís da Silva Borges, filho do casal descendente de açorianos Pedro Luís e Maria Rosa da Silveira, ambos naturais da freguesia de Nossa Senhora da Conceição da Lagoa, na ilha de Santa Catarina, era um destacado e condecorado militar que alistara-se no exército de Dom Diogo de Sousa, capitão-general do Rio Grande, para lutar no Estado Oriental (atual Uruguai) nas guerras de 1811 pelo controle do Rio da Prata, tendo combatido, ainda, no período de 1816 a 1821. Sua mãe, Ana Joaquina Luísa Osório, filha do tenente Tomás José Luís Osório e de Rosa Inácia Joaquina Pereira de Sousa, era natural de Santo Antônio da Patrulha e vinha de família proprietária de terras. A gleba de seus pais situava-se próxima à Lagoa dos Barros, local onde hoje está o Parque Marechal Osório.
Quarto filho de uma humilde família de 14 filhos, aprendeu a ler e escrever sem ter feito estudos regulares. Em 1º de maio de 1823, com quinze anos incompletos, alistou-se como voluntário na Cavalaria da Legião de São Paulo, atual 5º Regimento de Cavalaria Mecanizado, e acompanhou o regimento de seu pai na luta contra as tropas portuguesas do brigadeiro D. Álvaro da Costa, estacionadas na Cisplatina (atual Uruguai), durante a Guerra da Independência do Brasil (1822 - 1823). Contava apenas 15 anos quando teve seu batismo de fogo à margem do arroio Miguelete (13 de maio), nas proximidades de Montevidéu, em um combate contra a cavalaria portuguesa. Um ano depois, foi designado cadete e, mais tarde, alferes do 3º Regimento de Cavalaria da primeira linha.

## Carreira militar

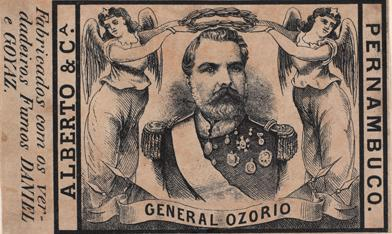
Rótulo de cigarros com litografia de Osório, que participou de todas as lutas ocorridas no sul do país desde 1825, distinguindo-se em Sarandi (1825), Passo do Rosário (1828), na Revolução Farroupilha (1835 - 1845) e na batalha de Monte Caseros (1852).

Em 1824, inscreveu-se na Escola Militar. Preparava-se para seguir os estudos militares quando sua inscrição foi anulada devido à guerra iminente no Sul do país. Teve de enfrentar nova campanha, na Guerra Cisplatina, entre 1825 e 1828. Em 12 de outubro de 1825, junto ao arroio Sarandi, sob o comando de Bento Manuel, o Alferes Osório combateu os orientais de Lavalleja à testa de seus lanceiros e se destacou não apenas por ser o único oficial do seu esquadrão a sobreviver à batalha de Sarandi, mas também por salvar a vida de seu comandante, que proferiu: "Hei de legar-lhe, Alferes, a minha lança, porque a levará aonde tenho levado". A lança, pertencente a sua neta Francisca Osório Mascarenhas foi deixada como herança para a Fundação Osório e hoje encontra-se junto ao acervo do 3.º RCGd (Regimento Osório) e é empunhada pelos seus comandantes em atividades festivas.
No início de 1827, Osório continuava em campanha na região de Santana do Livramento. Em 20 de fevereiro de 1827, na Batalha de Passo do Rosário (Ituzaingó), seus lanceiros foram o único corpo de tropa brasileira que não foi desbaratado durante a batalha. Em outubro, foi promovido a tenente e participou das conversações de paz com a desanexação da Cisplatina e reconhecimento da independência do Uruguai, acompanhando o General Lecór.
Firmada a paz, recolheu-se com seu regimento a Rio Pardo, onde passou a morar, consagrando-se à política pelo Partido Liberal. Em 15 de outubro de 1835, casou-se com a Sra. Francisca Fagundes, tendo como padrinho Emílio Mallet, que, posteriormente, lutaria a seu lado na Campanha da Tríplice Aliança. Em 1835, irrompia na província gaúcha a Guerra dos Farrapos, caracterizada por agitações separatistas que, por dez anos, ameaçou a unidade do Império. O tenente Osório, à época, servia o 2º Corpo de Cavalaria Ligeira, na Vila de Bagé, sob o comando do capitão Mazzaredo, que abandonou a praça e entregou-a aos farrapos. Osório conduziu seu superior até a fronteira e apresentou-se depois ao coronel Bento Manuel Ribeiro.
De espírito liberal, Osório teve simpatia pela causa farroupilha, combatendo inicialmente ao lado dos rebeldes, até a proclamação da República Rio-grandense (República de Piratini), em 1836, quando o movimento tomou feição separatista, o que ele não aceitou, motivo pelo qual integrou-se ao Exército Imperial, no qual permaneceu até o fim da revolta. Participou, ainda, nos combates contra os rebeldes em Porto Alegre, Caçapava do Sul e Erval. Tornou-se capitão em 1838 e major em 1842. Em 1844, solicitou a sua reforma, mas o Exército não querendo dispensá-lo, nomeou-o tenente-coronel, comandante do 2º Regimento de Cavalaria de Linha. Auxiliou Caxias na feitura da paz de Poncho Verde, que se selou em 25 de fevereiro de 1845. Finda a Revolução Farroupilha, o imperador Dom Pedro II, ainda muito jovem, decidira visitar a Província com o fito de consolidar a paz firmada. Caxias confiou a Osório a delicada missão:
| “ | O 2º Regimento, reorganizado e adestrado pelo próprio Osório, escoltar o Imperador através da campanha, desde a Vila da Cachoeira até São Gabriel, na ida e na volta | ” |

Foi eleito deputado provincial na 2ª Legislatura da Assembleia Legislativa Provincial do Rio Grande do Sul.

“Osorio, é o maior guasca da Província que mais naipes ganhou e louros colheu na batalha de Monte Caseros.”

— Conde de Caxias, Comandante-em-Chefe do Exército Imperial.
Em 1851, como tenente-coronel, Manuel Osório é enviado mais uma vez a Montevidéu em virtude de nova instabilidade na região do escoadouro do Prata, intervindo com seu regimento contra o presidente argentino Rosas e uruguaio Oribe (Guerra contra Oribe e Rosas, 1851 - 1852). Evidenciou-se na Batalha de Monte Caseros, ocorrida nos subúrbios de Buenos Aires em 3 de fevereiro de 1852, quando, à frente do 2º Regimento de Cavalaria, na vanguarda das tropas brasileiras, inflige ao ditador Rosas o rompimento do seu dispositivo de defesa e comanda decisivas operações de aproveitamento do êxito e perseguição. Promovido a Coronel no campo de batalha, por merecimento, em 3 de março de 1852, esteve a servir, durante alguns anos, no Rio Grande do Sul.
No início de 1855, após breve instalação na guarnição do Jaguarão, Osório foi nomeado para comandar a fronteira de São Borja. Promovido a brigadeiro-graduado em dezembro de 1856, logo depois foi incumbido de organizar uma expedição para descobrir ricos ervais, entre os rios Pindaí e Sebolati, no Alto Uruguai. Bem-sucedido na missão, veio a receber mais tarde o título nobiliárquico: marquês do Herval. Mais tarde, foi designado inspetor de cavalaria do Norte do Brasil, onde permaneceu por pouco tempo.
Participou, no comando de uma divisão do exército comandado pelo Marechal João Propício Mena Barreto, de uma nova intervenção no Uruguai para ajudar os colorados de Venâncio Flores, aliados do Brasil, a assumir o poder no Estado Oriental. A invasão do Uruguai serviu de motivo para a intervenção militar paraguaia na política do Prata.

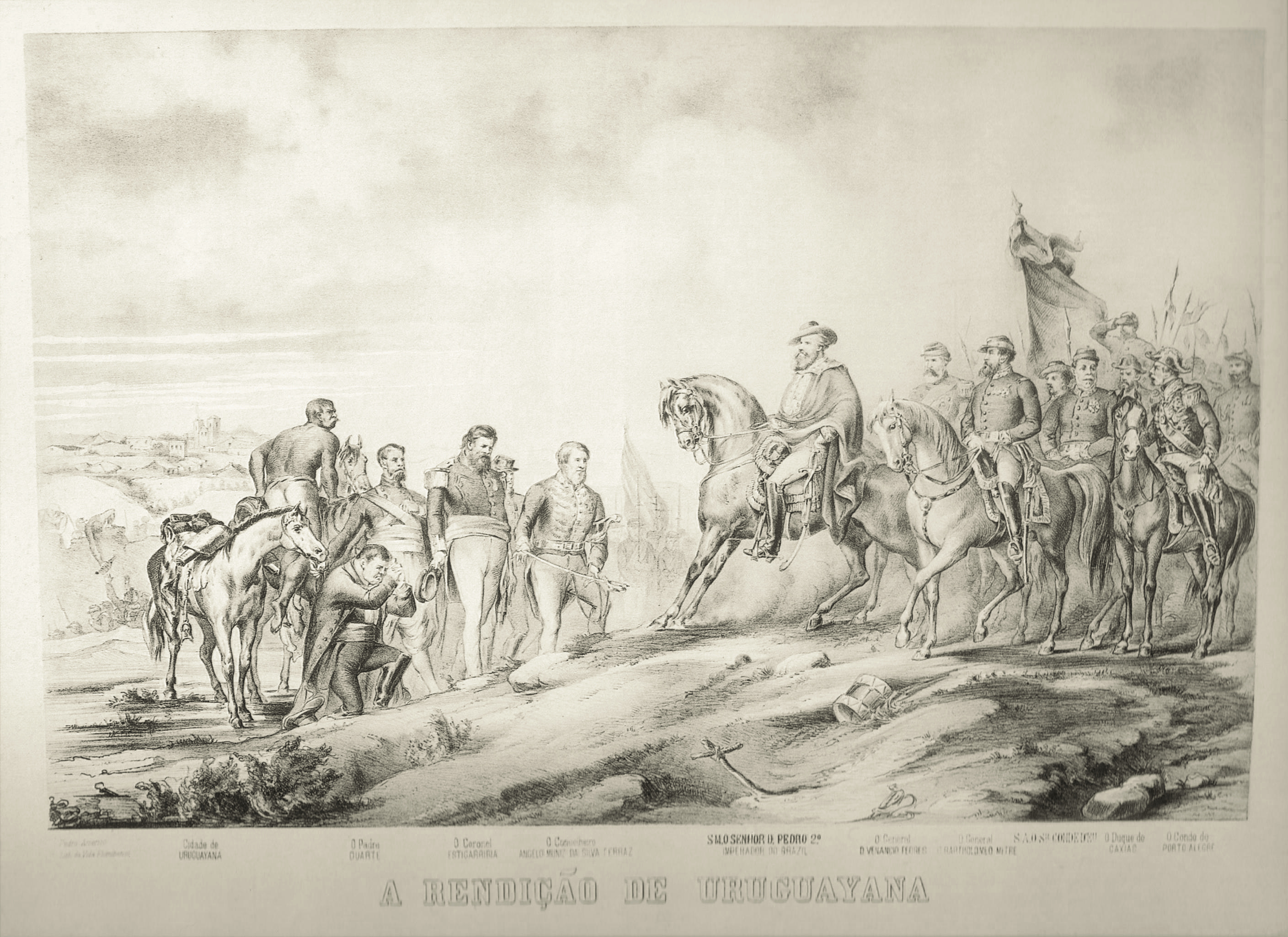
A Rendição de Uruguaiana, por Victor Meirelles (1832 - 1903).

As agressões de Solano Lopez ao Brasil e à Argentina motivaram, em 1865, a assinatura do Tratado da Tríplice Aliança (Brasil, Uruguai e Argentina) contra o Paraguai. Ao eclodir a Guerra da Tríplice Aliança (1864 - 1870), Osório era o militar de maior prestígio no Prata, tendo atuado ininterruptamente por 42 anos em campanhas sucessivas. Por conta disso, recebeu, em 1º de março de 1865, o comando do I Corpo do Exército Imperial, instalando seu quartel general em Paissandu. Por força do acordo da Tríplice Aliança, entretanto, o comando geral das operações foi entregue ao general argentino Bartolomé Mitre, com quem Osório nem sempre se entendia bem.
Em 8 de julho de 1865, é promovido a marechal de Campo e participa da retomada de Uruguaiana. Em 18 de setembro, na presença de D. Pedro II, do Conde d'Eu e de vários oficiais-generais, dentre eles Osório e Caxias, ocorre a Rendição de Uruguaiana.
No início de 1866, Osório estuda com Tamandaré a maneira de atravessar o Rio Paraná. Na noite do dia 16 de abril, a tropa brasileira (10 000 homens) realiza a passagem no local conhecido por Passo da Pátria, sendo Osório o primeiro a pisar no solo inimigo.

“É fácil a missão de comandar homens livres: basta mostrar-lhes o caminho do dever.”

— trecho da Ordem do Dia, no Passo da Pátria, de 15 de abril de 1866.
Em 2 de maio de 1866, participou do Combate de Estero Bellaco, uma depressão de terreno pela qual as águas do rio Paraná se unem às águas do Rio Paraguai, onde o inimigo passou a retardar as tropas aliadas, buscando melhor posição para combater. Esteve presente, em 24 de maio de 1866, na Batalha de Tuiuti, o maior combate travado na América do Sul, na qual teve importante papel ao comandar o centro do dispositivo militar do exército brasileiro contra o ataque paraguaio. Registrou na Ordem do Dia nº 56: "A glória é a mais preciosa recompensa dos bravos". Em 15 de julho de 1866, ainda em Tuiuti, os aliados aguardavam a chegada das forças do General Porto Alegre, enquanto o inimigo fustigava diariamente. Gravemente ferido na batalha de Tuiuti e insatisfeito com o longo período da tropa estacionada, Osório passa o comando das tropas brasileiras ao General Polidoro da Fonseca Quintanilha Jordão.

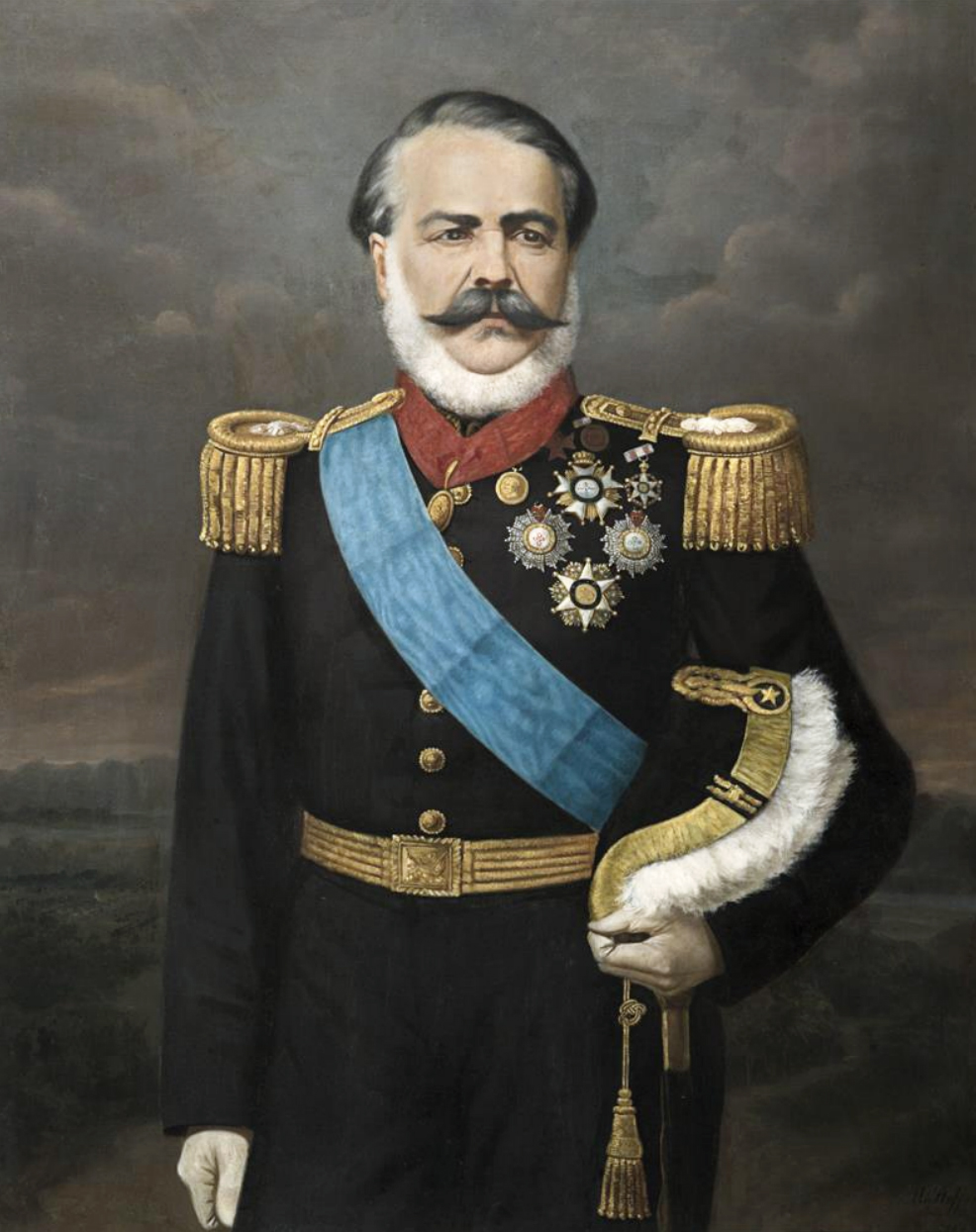
Retrato do General Osório, pintura de Ulrich Steffen

De julho desse ano até julho do ano seguinte, ficou no Rio Grande do Sul, reunindo novos contingentes para o Exército. Em 1º de junho de 1867, é promovido a Tenente-General, penúltimo posto da hierarquia militar. Em 25 de julho, Osório retorna a vanguarda aliada, como comandante do III Corpo do Exército Imperial. Por essa época, o Marechal de Exército Luís Alves de Lima e Silva, então marquês de Caxias, encontrava-se como comandante das forças brasileiras no teatro de guerra. A relação entre ambos sempre foi boa e cordial já que eram amigos de longa data. Osório, inclusive, tomou parte no planejamento das operações contra a Fortaleza de Humaitá, que bloqueava o avanço das forças aliadas rumo a Assunção. No comando de suas tropas, Osório dirigiu a marcha de Tuiuti a Tuiu-Cuê, avançando contra as trincheiras e pontos fortes que circundavam Humaitá e a protegiam contra-ataques. Em 25 de julho, Osório ocupa a Fortaleza de Humaitá e substitui a bandeira abandonada pela bandeira brasileira, instalando ali a sede do 3º Corpo do Exército e sua nova base de operações.

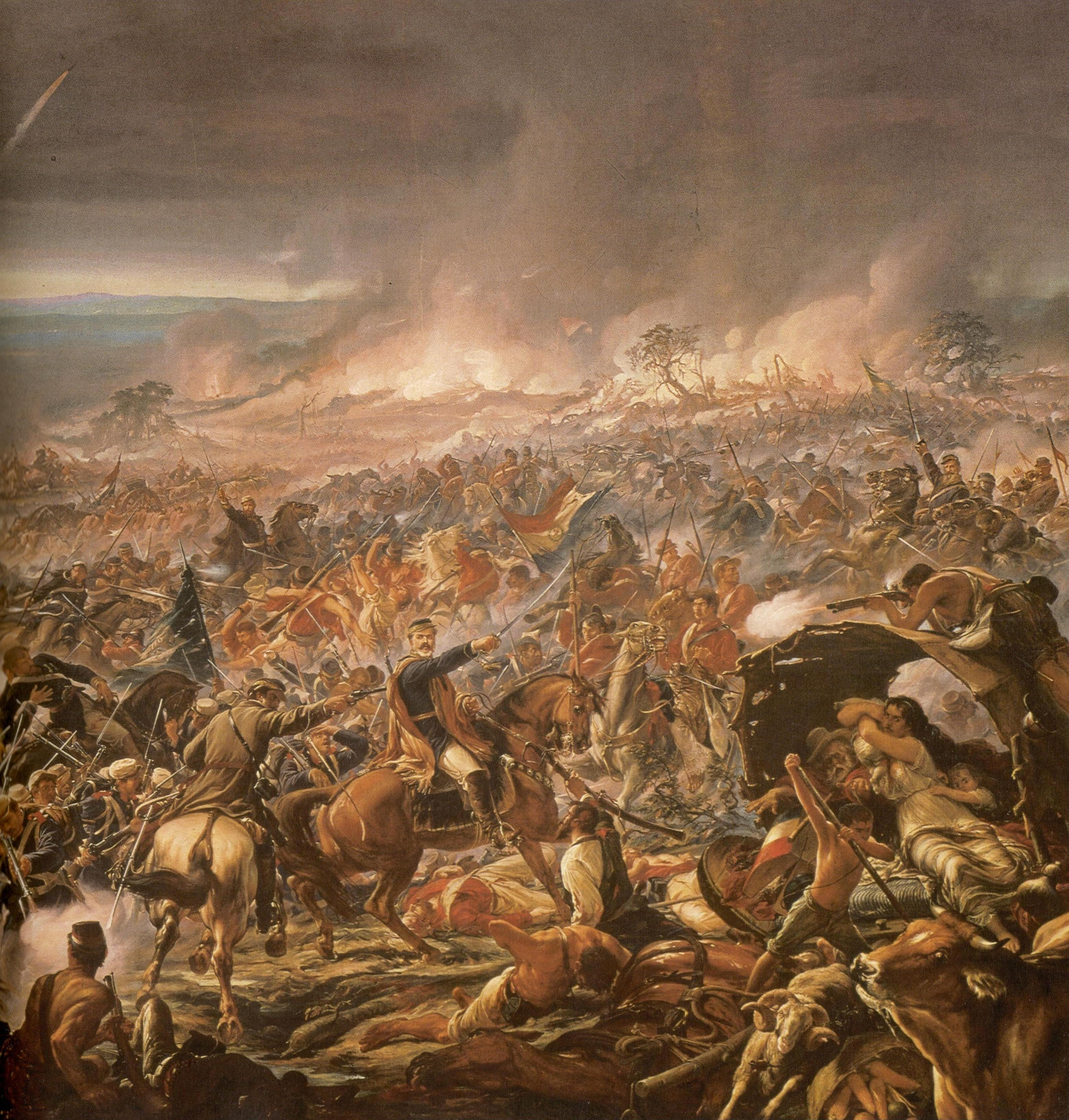
Manuel Luís Osório na Batalha de Avaí.

Com o retorno da guerra de movimentos após a queda de Humaitá, Osório participou ainda das batalhas de Itororó e Avaí em dezembro de 1868. Nesta última, ao tomar toda a posição de artilharia inimiga, é alvejado na face por um inimigo de tocaia, fraturando o maxilar inferior esquerdo, ferimento que escondeu com um poncho, continuando a estimular seus homens à luta, até que a hemorragia o obrigou a parar. Na ocasião, disse: "Coragem, camaradas! Acabem com este resto!". Para que seus soldados o supusessem no comando e não desanimassem, sua caleça vazia foi mantida à frente das tropas. Doente, Osório foi substituído pelo General Polidoro da Fonseca e regressou ao Brasil para recuperar do ferimento, não tendo sido possível presenciar a queda de Assunção, em janeiro de 1869. Em seu brasão há três estrelas douradas que representam os ferimentos sofridos no rosto durante a cruenta Batalha de Avaí.
Em 22 de março de 1868, Gastão de Orléans, conde d'Eu, genro do Imperador D. Pedro II, é nomeado Comandante-chefe das forças em operação no Paraguai. A convite do novo comandante das forças brasileiras, Osório, que fora gravemente ferido no combate de Avaí e se retirara para o Rio Grande do Sul, retornou ao Paraguai, assumindo, em 6 de junho, o I Corpo do Exército, estacionado em Piraju, para dar início à Campanha das Cordilheiras. O Conde d'Eu, um dos seus grandes admiradores, viria a tornar-se aliado de Osório nas incessantes batalhas pela modernização das Forças Armadas brasileiras ao longo da década de 1870.

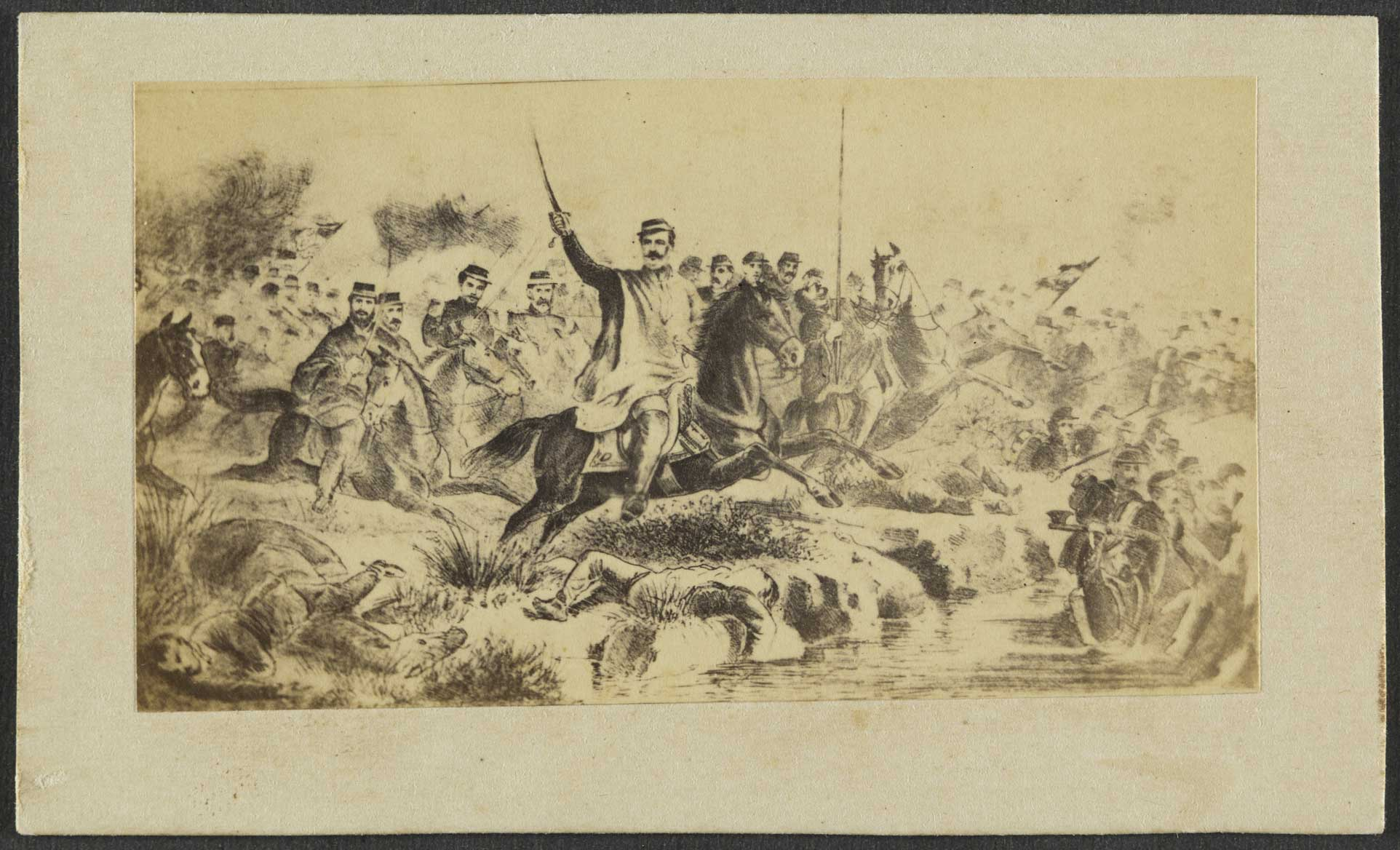
Reconhecimento de Humaitá, em 16 de julho de 1868.

Em 12 de agosto, deu-se o assalto e a captura das Fortificações de Peribebuí, defendidas por 1 500 homens e 15 bocas de fogo. No dia 24 de novembro de 1869, Osório deixa em definitivo a campanha, forçado pela piora de sua saúde. No retorno, na passagem por Montevidéu, recebe a notícia do falecimento de sua esposa.
Osório obteve o título de barão em maio de 1866 e o de visconde com grandeza em 1868. No ano seguinte, antes de findar a guerra, recebeu o título de marquês do Herval. Em agosto de 1871, Deodoro da Fonseca entregou-lhe solenemente, em Porto Alegre, custosa espada de honra, uma obra prima de ourivesaria, cinzelada em ouro e ornada de brilhantes, custeada pelos oficiais comandados por Osório na guerra. Na lâmina, de aço, estavam gravadas as batalhas e combates em que Osório participara.

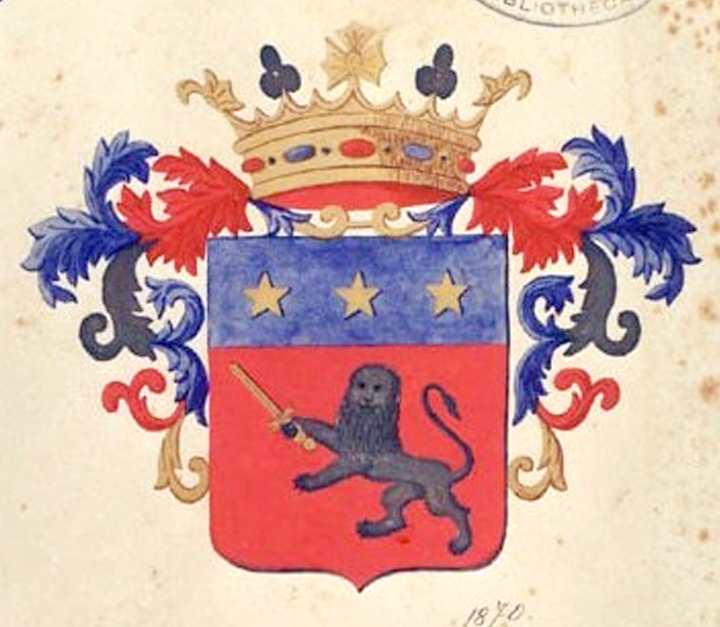
Brasão do marquês do Herval.

Finda a Guerra, nas quatro primeiras décadas que se seguiram, a vitória na Batalha de Tuiuti, considerada a mais importante da campanha, foi a principal comemoração militar brasileira, sendo que nas comemorações, destacava-se como principal herói o general Osório. Somente na década de 1920 o movimento militar resgatou a figura do Duque de Caxias como líder da Guerra do Paraguai. Apesar de militar e político influente, atravessou a década de 1870, o último decênio de sua vida, sob a pressão de dívidas.
Com a paz, em 11 de janeiro de 1877, Osório foi nomeado pela Princesa Isabel Senador do Império pela Província de São Pedro do Rio Grande do Sul, sua terra natal. Em discurso no Senado, declara: "A farda não abafa o cidadão no peito do soldado". Apesar de republicano em sua juventude, acabou por converter-se ao credo monarquista, tornando-se um dos seus mais ferrenhos defensores, como assim deixou claro ao barão de Cotegipe, em 15 de abril de 1879:
| “ | [...] sou, de longa data, liberal monarquista, unionista do Império do Brasil. Não pense que vou para a República, nem para o despotismo; mas direi ao nobre senador, que em matéria de serviço público eu não indago o que são brasileiros na política, porém, sim, se cumprem o seu dever em bem da Pátria. | ” |

Por decreto de 2 de junho de 1877, foi-lhe outorgada a patente de Marechal de Exército Graduado. Com a ascensão do Partido Liberal ao poder, Osório foi nomeado Ministro da Guerra no Gabinete Sinimbu em 1878. Permaneceu no cargo até a sua morte, em 4 de outubro de 1879, no Rio de Janeiro - RJ, aos 71 anos de idade, doente com pneumonia.
Com o seu falecimento, seguido por de outros militares monarquistas fiéis a dom Pedro II, como Luís Alves de Lima e Silva (duque de Caxias) e Polidoro da Fonseca Quintanilha Jordão (visconde de Santa Teresa), abriu espaço para uma nova geração de militares, que sofreram forte influência da doutrina positivista e encontravam-se descontentes com o desprestígio das Forças Armadas perante a monarquia. Apesar de ter falecido dez anos antes do advento da República no Brasil, é possível saber sua opinião quanto aos atos de Deodoro da Fonseca e Floriano Peixoto (ambos veteranos da Guerra do Paraguai), que lideraram o braço militar da Proclamação da República e tornaram-se também os dois primeiros presidentes do país:
| “ | Seria um desgraçado aquele que, depois de haver combatido com as armas da guerra o inimigo externo, pusesse depois essas mesmas armas ao serviço do despotismo, de perseguições e violência contra seus compatriotas. | ” |

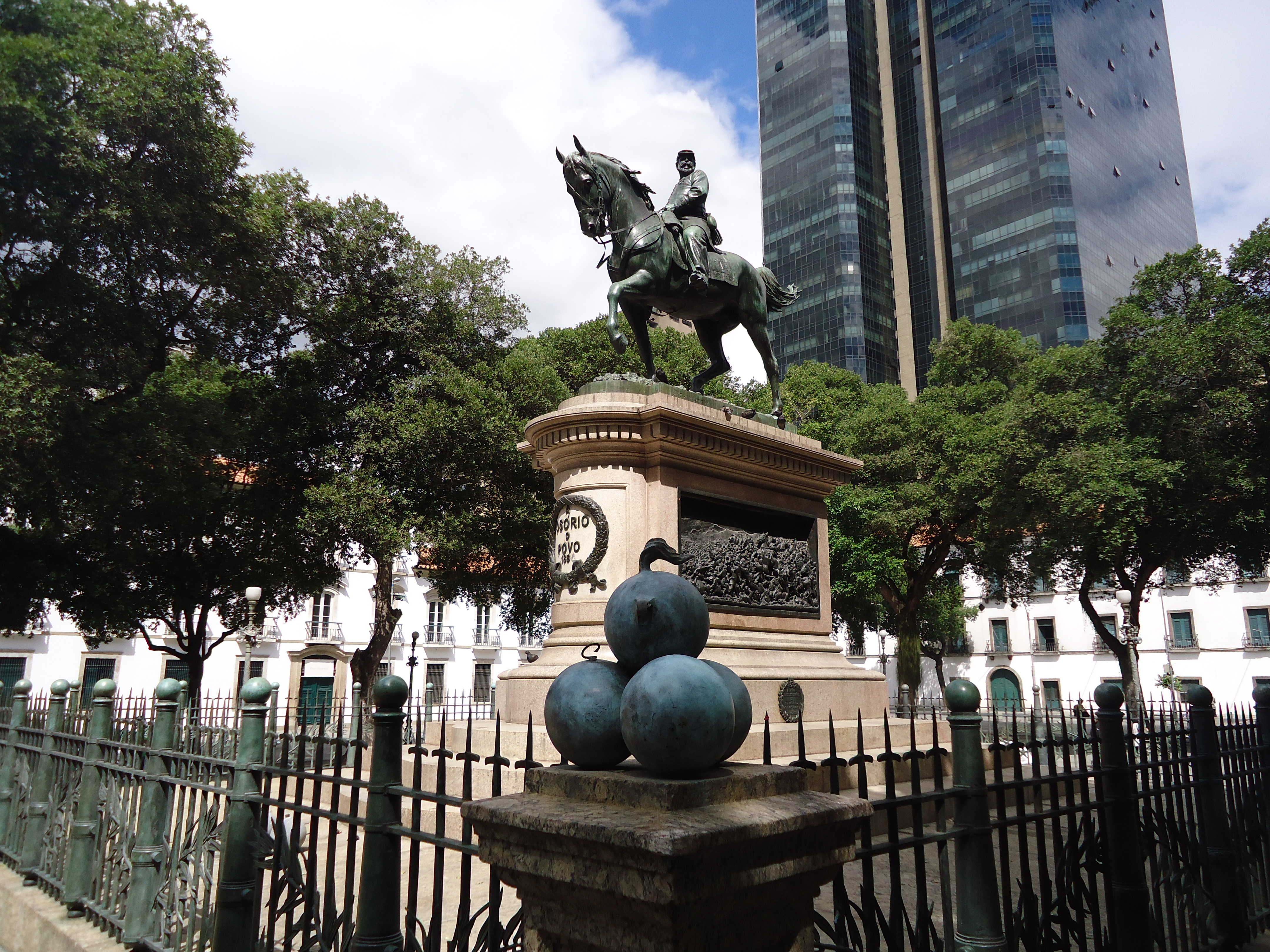
Estátua equestre do General Osório, na Praça XV de Novembro (Rio de Janeiro - RJ).

O esquife com seus restos mortais, embalsamado, foi colocado na capela do Arsenal de Guerra, hoje destruído. Em 16 de novembro de 1879, seus restos mortais foram levados para o Asilo dos Inválidos da Pátria, na Ilha do Bom Jesus da Coluna, onde permaneceram até o translado para a Igreja de Santa Cruz dos Militares, em 3 de dezembro de 1887. Em 21 de julho de 1892, seu corpo foi transferido para a cripta construída sob sua estátua equestre, fundida com o bronze de canhões tomados na Campanha da Tríplice aliança, na Praça XV de Novembro, no Rio de Janeiro. Finalmente, em 1º de dezembro de 1993, deu-se início ao solene translado dos restos mortais do Marechal Osório, passando pelos Municípios de Pelotas, Rio Grande e Porto Alegre. Em 11 de dezembro, seu corpo foi depositado no jazigo nas proximidades da casa onde nasceu, já no interior do parque histórico ali criado.
Ao longo de sua vida foi agraciado com os títulos de barão do Herval (1 de maio de 1866), visconde do Herval (11 de abril de 1868) e de marquês do Herval (29 de dezembro de 1869). Foi casado com Francisca Fagundes, de quem teve quatro filhos: Fernando Luís Osório (1848-1896), Adolfo Luís Osório (1847-?), Manuela Luísa Osório (1851-1930) e Francisco Luís Osório (1854-1910).

## Homenagens

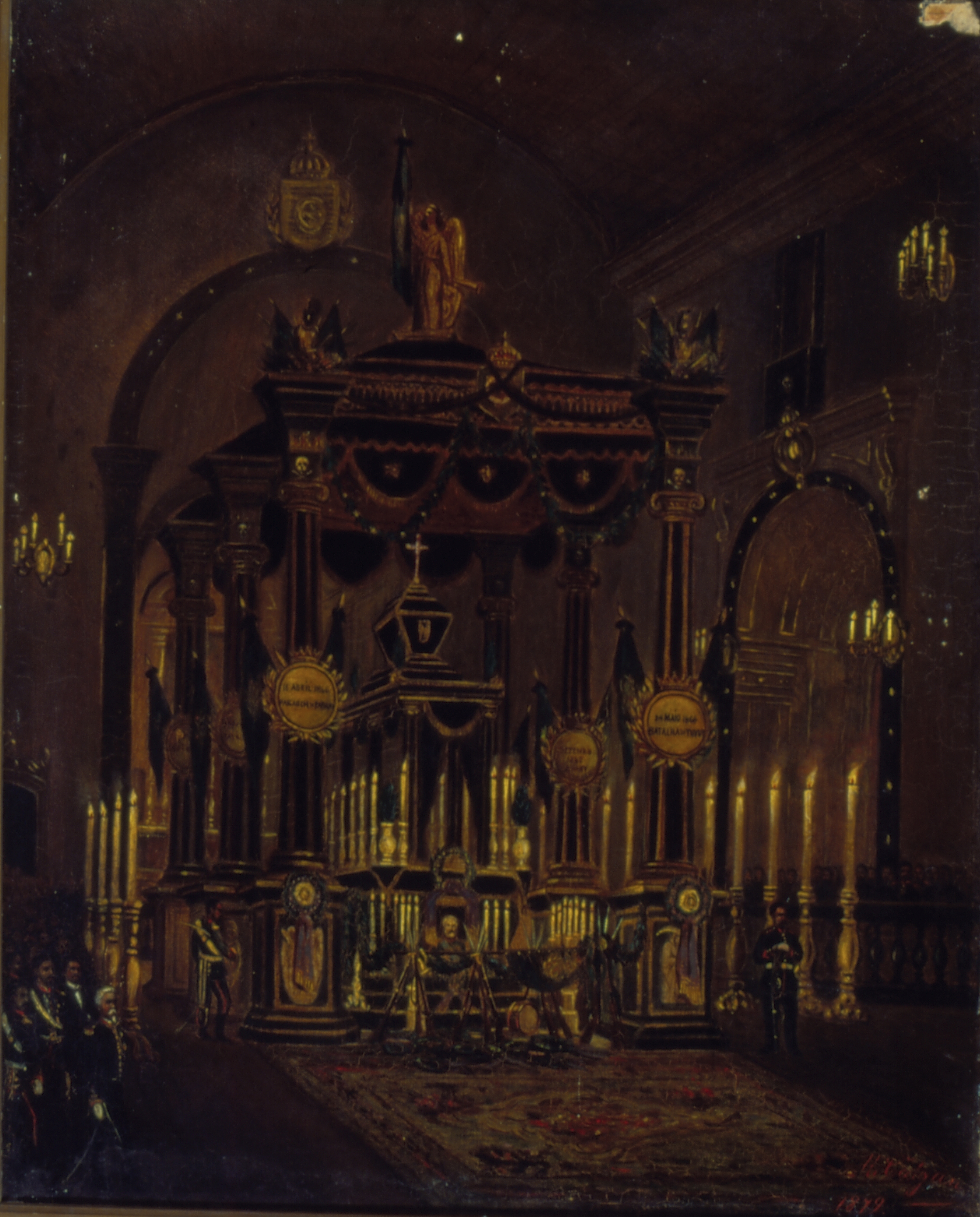
Exéquias, em pintura de Hugo Calgan, no Museu Paulista.

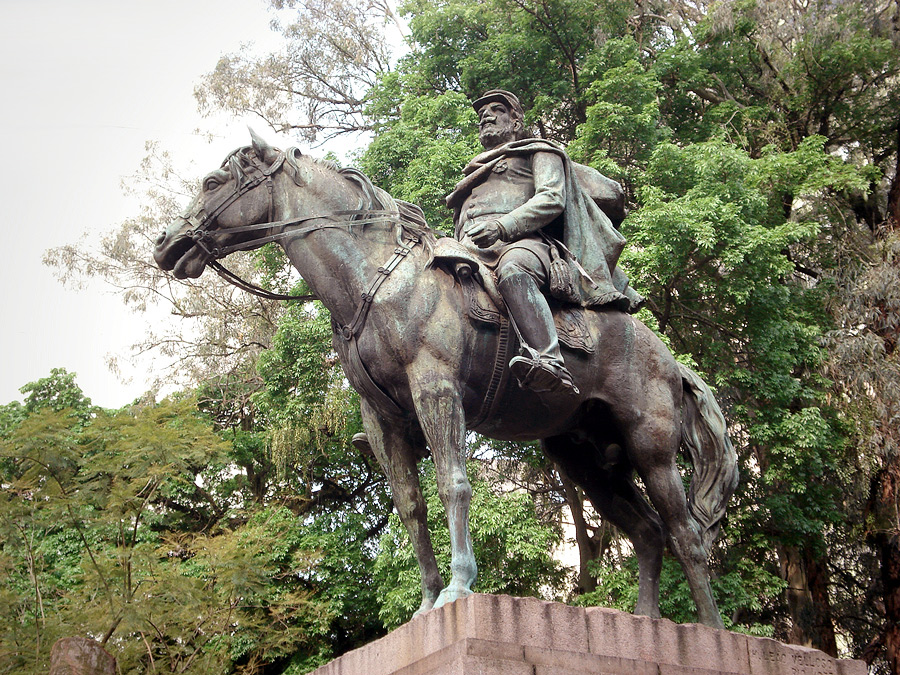
Monumento ao General Osório na Praça da Alfândega, em Porto Alegre.

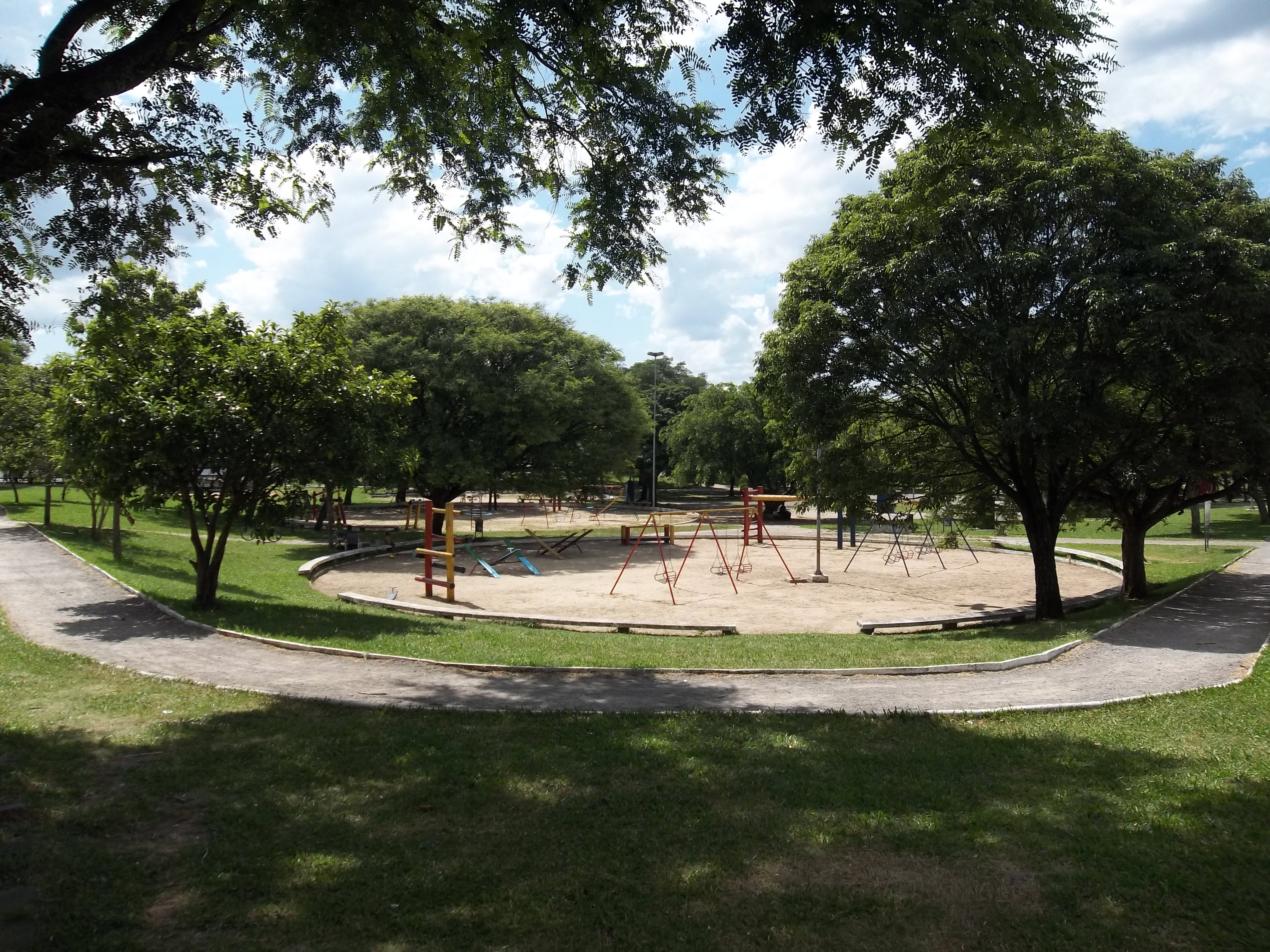
Praça General Osório. Passo d'Areia, Santa Maria.

Na cidade do Rio de Janeiro há uma escola federal denominada Fundação Osório, em sua homenagem.
Também na capital carioca um dos maiores edifícios de escritórios, localizado na Avenida Rio Branco, bem próximo ao Largo da Carioca, chama-se Marquês do Herval. Na Praça XV, localiza-se uma estátua equestre do General Osório.
No Rio Grande do Sul foi criado um parque em torno da casa onde nasceu, o Parque Histórico Marechal Manuel Luis Osório, e um monumento equestre em sua homenagem foi erguido no centro de Porto Alegre.
O seu nome foi inscrito no Livro de Aço, no Panteão da Liberdade e da Democracia, em Brasília (DF).
Com a denominação de General Osório existem praças, avenidas, ruas e travessas nas cidades de Nova Friburgo no Rio de Janeiro, Blumenau em Santa Catarina; Manaus no Amazonas; em Macapá no Amapá; em Candeias, Feira de Santana, Paulo Afonso, Salvador e Teixeira de Freitas na Bahia; Fortaleza no Ceará; Cariacica, Colatina, Sâo Mateus, Vila Velha e na Capital Vitória no Estado do Espirito Santo; Anápolis, Goiânia, Itumbiara, Itajaí e Rio Verde em Goiás; em São Luiz Capital do Maranhão; em Barbacena, Belo Horizonte, Patos de Minas, Sete Lagoas, São João Del Rei, Uberaba e Uberlândia em Minas Gerais; em Campo Grande, Corumbá, Dourados e Ponta Porã no Mato Grosso do Sul; em Cuiabá em Mato Grosso; em Ananindeua no Pará; em João Pessoa e Santa Rita na Paraíba; em Caruaru e Recife em Pernambuco; em Teresina no Piaui; em Apucarana, Cascavel, Castro, Curitiba e Francisco Beltrão no Paraná; em Sorocaba , em São João da Boa Vista e na Cidade de São Paulo no Estado de São Paulo. Novo Hamburgo e Passo Fundo no Rio Grande do Sul. Em Chapecó, Santa Catarina e Campinas, São Paulo, uma das principais avenidas da cidade recebe o nome de Avenida General Osório.
Em várias cidades brasileiras também há diversos logradouros chamados Marquês do Herval. Na capital do Estado do Pará, Belém, por exemplo, a avenida localiza-se na região central da cidade e abrange os bairros da Pedreira e Fátima. Já em Campina Grande, a rua é uma das mais importantes do centro comercial, fazendo cruzamento com a avenida Floriano Peixoto, a principal da cidade.
Conceição do Arroio, cidade onde nasceu, passou a chamar-se Osório em 1934, sem consulta popular, por ordem do Interventor Federal José Antônio Flores da Cunha.
O EE-T1 Osório, um carro de combate projetado e desenvolvido pela Engesa, foi batizado em sua homenagem.
Na cidade de Ponta Grossa, no estado do Paraná, há um colégio estadual que leva o seu nome. Colégio Estadual General Osório - Ensino Fundamental e Médio. O colégio está localizado na Avenida Gal. Carlos Cavalcanti, 1553, no bairro de Uvaranas.
Em 27 de março de 1961, foi fundada em Osasco a Loja Maçônica Marquês do Herval, Nº 114, uma instituição de grande importância e que homenageia Manuel Luís Osório, o Marquês do Herval, herói brasileiro reconhecido por suas contribuições e bravura militar. Atualmente, esta loja é afiliada à GLESP (Grande Loja Maçônica do Estado de São Paulo) e permanece ativa, promovendo os ensinamentos e valores deixados pelo patrono, como forma de inspirar e educar as gerações futuras.

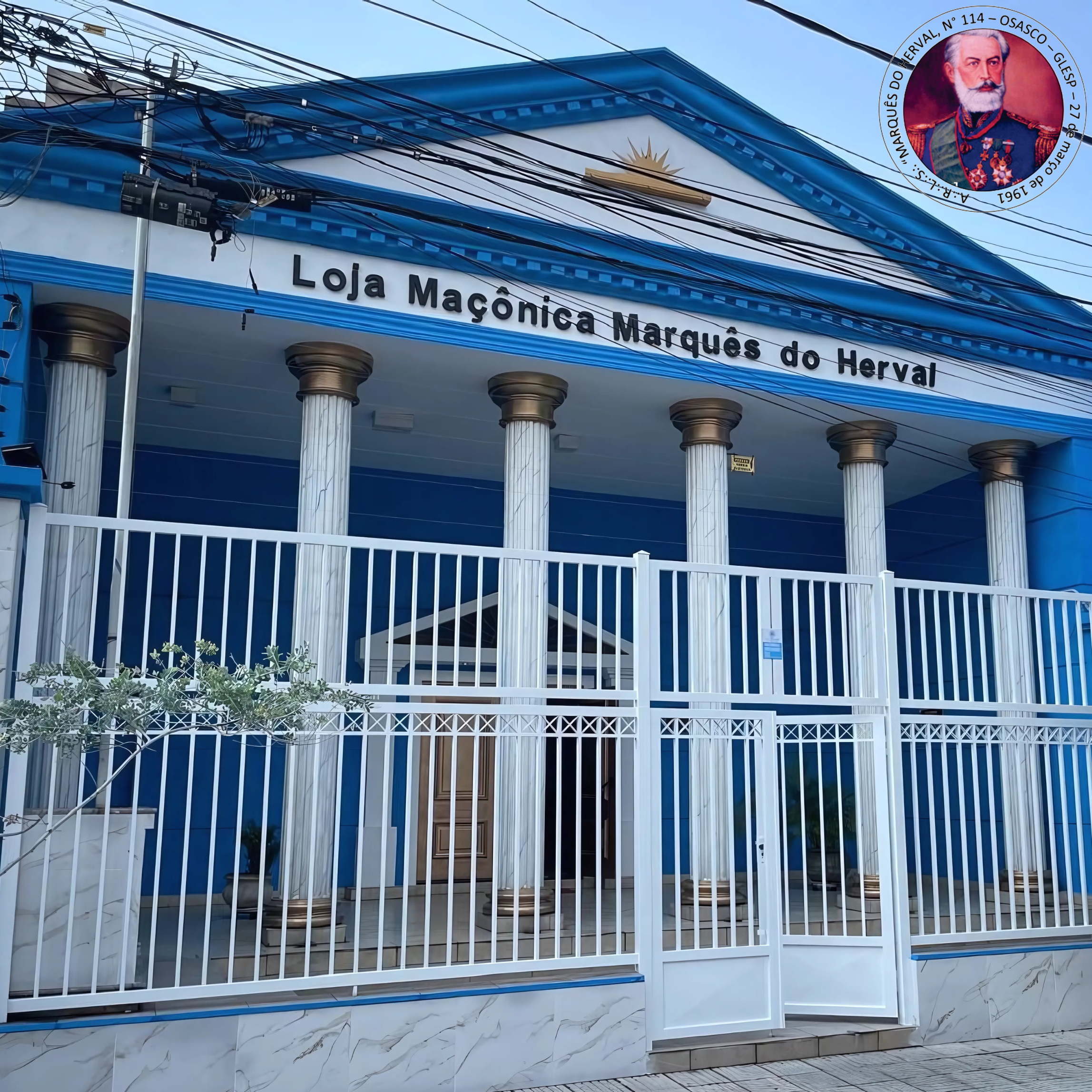
Frente da Loja Maçônica Marquês do Herval 114.

O quadro social da Loja Maçônica Marquês do Nº 114, já contou com figuras de destaque, que contribuíram para o desenvolvimento de Osasco e da Maçonaria, e até hoje muitos irmãos da loja continuam empenhados em ações de bem-estar e desenvolvimento da humanidade. É interessante notar que, à época da fundação da loja, Osasco ainda era um bairro de São Paulo, vindo a se emancipar oficialmente em 19 de fevereiro de 1962, o que demonstra a relevância da loja no contexto da história local.
O nome Marquês do Herval foi dado em virtude e homenagem ao Marquês do Herval, o General Manoel Luiz Osório, herói da Guerra do Paraguai que também foi um Maçom, ele era oriundo da zona da erva mate do Rio Grande do Sul.
Na cidade de Jaguarão, fronteira do Brasil com o Uruguai, onde Osório serviu por breve período, existe a Loja General Osório número 140, vinculada à Grande Loja Maçônica do Estado do Rio Grande do Sul, em que a figura do Patrono da Cavalaria é recorrentemente enaltecida.